# Biverkning
En biverkning är en från början ej avsedd effekt av i synnerhet läkemedel men även annan behandling, när ett läkemedel har patogena effekter. Biverkningar är oftast negativa om inget annat sägs. Positiva biverkningar brukar kallas sidoeffekter. Denna artikel tar främst upp den del av biverkningsbegreppet som på engelska kallas adverse drug reaction (ADR). För reaktioner beroende på allergi eller överkänslighet, se Läkemedelsöverkänslighet. Inom biverkningsrapportering anses även oönskade effekter vid felaktig användning eller missbruk vara biverkningar.
När det gäller läkemedel kan en positiv sidoeffekt ibland utvecklas till ett nytt läkemedel. Ett välkänt exempel på det är Viagra som från början var tänkt att bli en hjärtmedicin, och som hos kvinnor används off-label för detta syfte.

## Förekomst
För att ge en fingervisning om hur ofta biverkningar förekommer används ofta denna terminologi:
- Mycket vanliga biverkningar: >1/10
- Vanliga biverkningar: 1/10-1/100
- Ovanliga  biverkningar: 1/100-1/1000
- Sällsynta biverkningar: 1/1000-1/10000
- Mycket sällsynta biverkningar: <1/10000

Förhållandet är relaterat till antal användare (ej doser eller tabletter)

## Klassindelning
Biverkningar kan delas in i olika klasser beroende på deras verkningsmekanism. Reaktioner av typ A står för majoriteten av alla biverkningar medan de andra klasserna är mer eller mindre sällsynta.

### Typ A: Överdrivna farmakologiska effekter
Denna klass av biverkningar är den vanligaste, 80-90% av alla oönskade läkemedelsreaktioner är av denna typ. Reaktionen i sig är en överdriven farmakologisk effekt, och är därmed förutsägbar. Dessa biverkningar är vanliga och följer ett dos-respons samband, en ökad dos ger en ökad effekt. Effekten är reproducerbar och kan studeras vetenskapligt och det finns ett tidssamband mellan läkemedel och biverkan.
Exempel på typ A-reaktioner:
- Blödningar i magtarmkanalen av NSAID preparat.
- Diarré av antibiotika.

### Typ B: Bisarra reaktioner
Dessa biverkningar är sällsynta, ofta allvarliga och går inte att förutsäga. De har inget dos-respons samband och är bestående. Biverkningarna har trots det ofta ett tidssamband med läkemedelsintag som till exempel kan tyda på en fördröjd immunologisk reaktion, men ofta är verkningsmekanismen inte klarlagd. Biverkan har med egenskaper hos patienten att göra.

### Typ C: Kroniska reaktioner
I denna kategori faller biverkningar som inträffar efter långtidsanvändning. De kallas även statistiska biverkningar eftersom de ofta yttrar sig som en ökad förekomst av en naturligt förekommande sjukdom. Biverkan är inte en typisk biverkningsreaktion och ofta finns redan en hög bakgrundsfrekvens i populationen. Ofta finns inget klart tidssamband utan biverkan kan inträffa när som helst under exponeringstiden. Dessa egenskaper gör att typ C-reaktioner är svårstuderade.

### Typ D: Fördröjda reaktioner
Denna typ är svårstuderad eftersom effekterna kan uppstå långt efter att patienten slutat ta läkemedlet. I denna grupp finner vi ämne som ger cancer och påverkar reproduktionsförmågan.

## Exempel på några typiska läkemedelsbiverkningar
Typ A
- Muntorrhet
- Trötthet
- Diarré
- Förstoppning
- Illamående
- Lågt blodtryck
- Urinretention
- Sexuella biverkningar, till exempel impotens
- Hypoglukemi
- Hypo- eller hyperkalemi

Typ B
- Anafylaktisk chock
- Stevens-Johnson syndrom
- Hepatit
- Agranulocytos
- Aplastisk anemi

## Biverkningsrapportering
Allvarliga biverkningar händer lyckligtvis ytterst sällan, men eftersom många människor kan exponeras för ett potentiellt farligt läkemedel är allvarliga biverkningar ändå ett stort problem. De mest sällsynta biverkningarna är mycket svåra att hitta i kontrollerade studier eftersom de i sådana fall skulle behöva bli orimligt stora. För att till exempel hitta en biverkan som förekommer 1 gång på 10000 människor skulle studien behöva innefatta 30000 personer för att med 95% säkerhet hitta biverkan. Detta förutsätter att biverkan inte är en sjukdom som förekommer naturligt i populationen
Ansvaret för rapportering av misstanke om biverkningar åligger den huvudman (såväl offentlig som privat) som bedriver verksamhet inom hälso- och sjukvården (LVFS 2001:12). Rapporten skickas in till regionala biverkningscentra där de registreras och sedan sammanställs och analyseras av Läkemedelsverket. Aktörer som arbetar på någon form av vårdenhet är således skyldiga att skicka in biverkningsrapporter medan sjukvårdspersonal som arbetar på andra ställen, exempelvis apotek, får skicka in rapporter men inte är skyldiga att göra det.
I biverkningsregistret införs rapporter från läkare, farmaceuter, tandläkare, sjuksköterska med förskrivningsrätt samt sjuksköterskor inom barn- och skolhälsovården. 
Hösten 2007 startade Läkemedelsverket möjligheten för privatpersoner att själva rapportera in misstänkta biverkningar. Detta har föregåtts av ett försök via apoteken i Uppsala under 2006. 
Biverkningsrapportering och utvärdering är en del av farmakovigilans.
Läkemedelsföretag är skyldiga att samla in alla eventuella biverkningar de hör talas om, om de kan vara associerade med deras läkemedel. I Sverige räcker det sedan med att skicka in rapporter om allvarliga och oväntade biverkningar.
Utöver biverkningsrapportering är vårdgivare i Sverige även skyldiga att i enlighet med Patientsäkerhetslagen informera patient som drabbats av en vårdskada, av vilka läkemedelsrelaterade vårdskador (ex fel vid förflyttningar mellan vårdgivare och läkemedelsrelaterade problem) står för en viktig del.